# Représentations diplomatiques en Suède
Les représentations diplomatiques en Suède sont actuellement au nombre de 108. Il existe de nombreuses délégations et bureaux de représentations des organisations internationales et d'entités infranationales dans la capitale Stockholm.

## Ambassades à Stockholm
| - Afghanistan - Albanie - Algérie - Angola - Argentine - Arménie - Australie - Autriche - Azerbaïdjan - Bangladesh - Biélorussie - Belgique - Bolivie - Bosnie-Herzégovine - Botswana - Brésil - Bulgarie - Canada - Chili - Chine | - Colombie - République du Congo - République démocratique du Congo - Croatie - Cuba - Chypre - Tchéquie - Danemark - République dominicaine - Équateur - Égypte - Salvador - Érythrée - Estonie - Éthiopie - Finlande - France - Géorgie - Allemagne - Grèce - Guatemala - Vatican - Hongrie - Islande - Inde - Indonésie - Iran - Irak - Irlande - Israël - Italie - Japon - Kazakhstan - Kenya - Kosovo - Koweït - Laos - Lettonie - Liban - Libye - Lituanie - Malaisie - Mexique - Moldavie - Mongolie - Maroc - Mozambique - Namibie - Pays-Bas - Nouvelle-Zélande - Nicaragua - Nigeria - Corée du Nord | - Macédoine du Nord - Norvège - Pakistan - Palestine - Panama - Paraguay - Pérou - Pologne - Portugal - Qatar - Roumanie - Russie - Rwanda - Arabie saoudite - Serbie - Slovaquie - Afrique du Sud - Corée du Sud - Espagne - Sri Lanka - Soudan | - Suisse - Syrie - Tanzanie - Thaïlande - Tunisie - Turquie - Ukraine - Émirats arabes unis - Royaume-Uni - États-Unis - Uruguay - Viêt Nam - Zambie - Zimbabwe |